# 瓦雷讷 (瓦兹省)
瓦雷讷（法語：Varesnes，法語發音：[vaʁɛn]）是法国瓦兹省的一个市镇，属于贡比涅区。

## 地理
瓦雷讷（49°33'49"N, 3°3'35"E）面积9.15 平方千米，位于法国上法蘭西大區瓦兹省，该省份为法国北部内陆省份，北起索姆省，西接厄尔省和滨海塞纳省，南至塞纳-马恩省和瓦兹河谷省，东临埃纳省。
与瓦雷讷接壤的市镇（或旧市镇、城区）包括：巴伯夫、布雷蒂尼、屈特、莫尔兰库尔、蓬图瓦兹莱努瓦永、萨朗西。

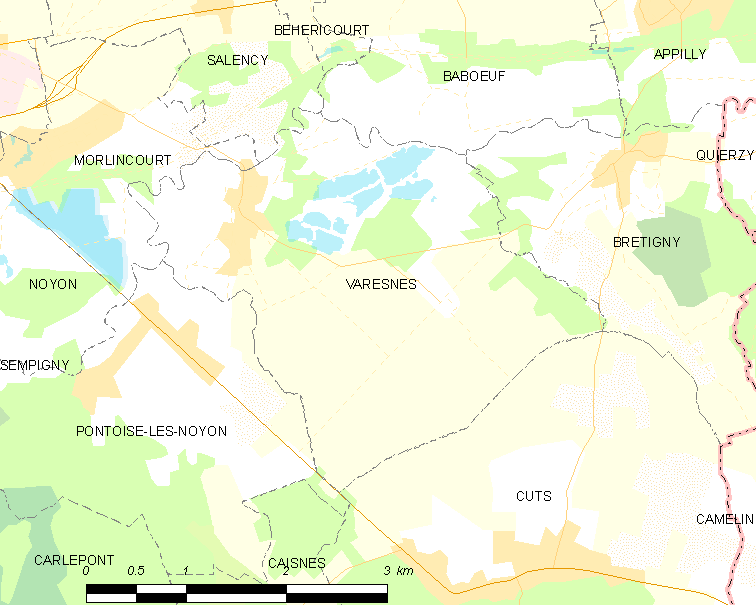
的OSM定位图

瓦雷讷的时区为UTC+01:00、UTC+02:00（夏令时）。

## 行政
瓦雷讷的邮政编码为60400，INSEE市镇编码为60655。

## 政治
瓦雷讷所属的省级选区为努瓦永县。

## 人口

1962-2008年间人口变化图示

瓦雷讷于2022年1月1日时的人口数量为365人。